# رئیس کشور

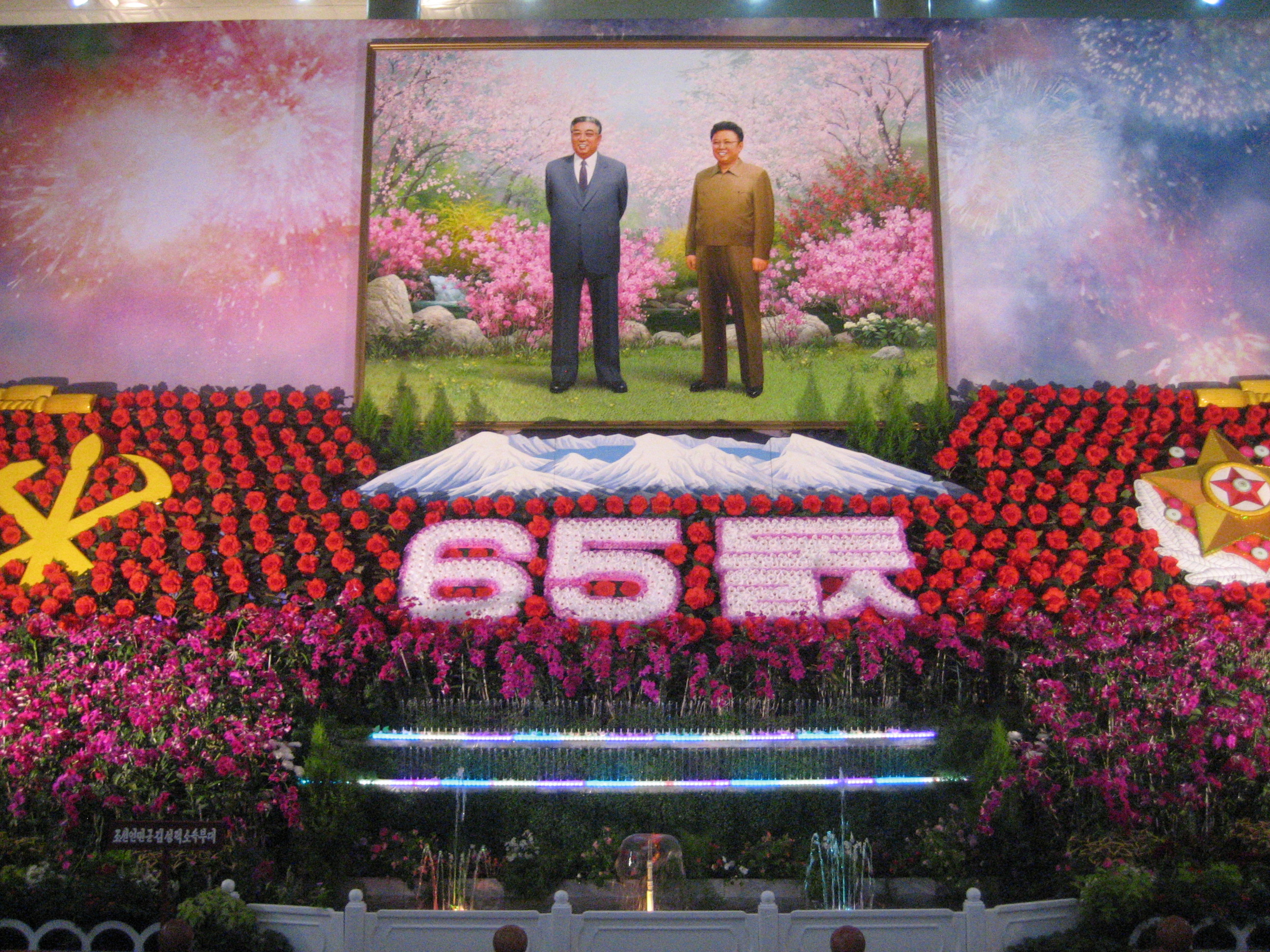
کیم ایل سونگ و کیم جونگ ایل دو نسل از روسای کشور کره شمالی

رئیس کشور به فردی گفته می‌شود که در رأس هرم قدرت یک کشور قرار می‌گیرد. این مقام ممکن است واقعاً صاحب اختیارات و قدرت فراوان باشد؛ مثل حاکم کشور در نظام‌های پادشاهی مطلقه همچون پادشاه عربستان، رئیس‌جمهور نظام‌های سیاسی ریاستی مانند آمریکا یا رهبر نظام‌هایی مانند جمهوری اسلامی ایران یا صرفاً مقامی تشریفاتی باشد، همچون پادشاهِ نظام‌های مشروطه سلطنتی نظیر بریتانیا و هلند یا رؤسای جمهور کشورهای دارای نظام پارلمانی همچون آلمان یا هند.
در برخی کشورها نیز گروهی از سیاست‌مداران به‌طور جمعی مقام ریاست کشور را بر عهده دارند. مهم‌ترین مثال این وضعیت شورای رهبری حزب کمونیست اتحاد جماهیر شوروی بود که نقش رئیس کشور را ایفا می‌کرد. شورای فدرال سوئیس، شورای سلطنتی دو نفره آندورا، دو پرنس همکار سن مارینو و شورای ریاست‌جمهوری سه‌نفره بوسنی و هرزگووین نمونه‌های ریاست کشور گروهی در بین کشورهای فعلی هستند.
در کشورهایی که ریاست کشور و ریاست دولت از یکدیگر مجزا هستند، رئیس کشور سعی می‌کند تا فراتر از جناح‌بندی‌های سیاسی قرار بگیرد و منافع ملت را فارغ از تعلقات گروهی نمایندگی کند. در کشورهای اروپایی چنین رؤسای کشوری این اختیار را دارند که در صورت به بن‌بست‌رسیدن فرایندهای سیاسی راهکارهایی را بر پایه دوراندیشی و بصیرت خویش اعمال کنند. برای مثال روسای جمهور ایتالیا سعی کرده‌اند تا از منافع ملت در مقابل فساد حکومت و مافیا دفاع کرده و خوان کارلوس پادشاه اسپانیا موفق شد فرایند گذار این کشور به نظام دموکراسی را هدایت و رهبری کند.
در بریتانیا رؤسای کشور (شاه یا ملکه) دو نقش اضافی را هم ایفا می‌کنند. آن‌ها ریاست اتحادیه کشورهای همسود که از ۵۳ کشور مستقل تشکیل می‌شود را نیز بر عهده دارند و علاوه بر ریاست کشور بریتانیا همچنان رئیس ۱۶ کشور دیگر از کشورهای هم‌سود (شامل استرالیا، کانادا و نیوزیلند) نیز محسوب می‌شوند و با توجه به اینکه در این کشورها حضور ندارند، به جای آن‌ها مقامی با عنوان فرماندار کل وظایف آن‌ها را انجام می‌دهد.